# SK Lejon
SK Lejon är en ishockeyförening från Skellefteå. År 1997 bytte föreningen namn från Lejonströms SK till SK Lejon.
SK Lejon har som huvudmål att vara en utpräglad ungdomsförening där satsningen ska ha stor tungvikt på barn och ungdomar. Ingen utslagning sker i ungdomslagen. En av de viktigaste ledstjärnorna för SK Lejon är att alla ska få delta och aktivt känna sig engagerade trots olika färdigheter. Alla skall få chansen att utvecklas utifrån sina egna förutsättningar. Grunden för detta läggs genom att ta stor hänsyn till att barn och ungdomar utvecklas och mognar olika fysiskt, mentalt och socialt. SK Lejon ska vara den förening som tillåter barn och ungdomar att göra detta.
SK Lejon har verksamhet från Tre Kronors Hockeyskola t.o.m. juniorlag och seniorlag. Föreningen verkar för att så många ungdomar som möjligt får spela ishockey under sin uppväxt.
A-laget kvalificerade sig för Division 1 säsongen 1988/1989 och höll sig sedan kvar till 1991/1992. Till säsongen 1999/2000 gick man upp igen och blev kvar över säsongerna 2000/2001 och 2001/2002 innan det återigen blev nerflyttning. Till säsongen 2013/2014 var man tillbaka och denna gången varade det till 2021 då serien minskades och laget flyttades ner till Hockeytvåan.

## Säsonger i Hockeyettan
| Säsong                                     | Division           | Placering      | Vårserie                  | Kval/Playoff                                   |
| Lejonströms SK                             | Lejonströms SK     | Lejonströms SK | Lejonströms SK            | Lejonströms SK                                 |
| ------------------------------------------ | ------------------ | -------------- | ------------------------- | ---------------------------------------------- |
| 1988/1989                                  | Division I Norra   | 10             | 6:a i fortsättningsserien |                                                |
| 1989/1990                                  | Division I Norra   | 8              | 4:a i fortsättningsserien |                                                |
| 1990/1991                                  | Division I Norra   | 8              | 7:a i fortsättningsserien | 1:a i kvalserien                               |
| 1991/1992                                  | Division I Norra   | 9              | 8:a i fortsättningsserien | nerflyttade                                    |
| 1992–1999 spelade man i Division II och 3. |                    |                |                           |                                                |
| SK Lejon                                   |                    |                |                           |                                                |
| 1999/2000                                  | Division 1 Norra   | 3              |                           |                                                |
| 2000/2001                                  | Division 1 Norra   | 4              |                           |                                                |
| 2001/2002                                  | Division 1 Norra   | 7              | 2:a i kvalserien          | nerflyttade                                    |
| 2002–2013 spelade man i Division 2.        |                    |                |                           |                                                |
| 2012/2013                                  | Division 2 B Norra | 1              | 1:a i Alltvåan AB Norra   | 2:a i kvalserie A till Division 1, uppflyttade |
| 2013/2014                                  | Division 1 Norra   | 10             |                           |                                                |
| 2014/2015                                  | Hockeyettan Norra  | 10             | 7:a i vårserien           | 1:a i kvalserie A till Hockeyettan             |
| 2015/2016                                  | Hockeyettan Norra  | 7              | 3:a i vårserien           |                                                |
| 2016/2017                                  | Hockeyettan Norra  | 12             | 4:a i vårserien           |                                                |
| 2017/2018                                  | Hockeyettan Norra  | 9              | 4:a i vårserien           |                                                |
| 2018/2019                                  | Hockeyettan Norra  | 10             | 4:a i Vårettan Norra      |                                                |
| 2019/2020                                  | Hockeyettan Norra  | 10             | 4:a i Vårettan            |                                                |
| 2020/2021                                  | Hockeyettan Norra  | 11             | 6:a i Vårettan            | 3:a i kvalserien, nerflyttade                  |